# Route 66 (Unternehmen)
ROUTE 66 Geographic Information System B.V. ist ein 1992 gegründeter Hersteller, der als einer der ersten mobile Navigationslösungen anbot, bevor es die PNAs als eigenständige Produkte gab. Das sich in privatem Besitz befindende niederländische Unternehmen bietet Navigationssoftware für diverse mobile Geräte wie Serie 60-Handys, Pocket PC PDAs und auch Windows Mobile Smartphones an. Außerdem werden neuerdings auch PNAs mit der eigenen Software angeboten.

## Auf dem Handy bzw. Smartphone
Momentan werden Smartphones mit den Betriebssystemen Symbian, Windows Mobile und Bada unterstützt. Bei der Software handelt es sich um ein so genanntes On-Board Navigations-System oder manchmal auch nur kurz On-Board-System. Bei dieser Art von Navigationslösungen werden die Kartendaten auf dem Gerät gespeichert (meist auf einer austauschbaren Speicherkarte) und auch die Routenberechnung ausgeführt. Dies im Gegensatz zu einem Off-Board-System, bei dem die Berechnung auf einem Server im Internet durchgeführt wird und meist auch die Kartendaten von dort nach Bedarf ins Handy übertragen werden.
Bei der Lösung auf dem Handy wird die Position in der Regel über eine via Bluetooth angeschlossene so genannte Bluetooth-GPS-Maus eingelesen. Mittlerweile werden aber auch die in einigen Handys integrierten GPS-Empfänger unterstützt. Eine genaue Liste der unterstützten Geräte findet sich auf der Homepage des Herstellers.
Neben der reinen Software gibt es auch eine Kit-Variante, welche neben dem Datenträger (z. B. MMC oder SD Karten in diversen Größen) auch eine passende Bluetooth-GPS-Maus sowie einen universellen Autohalter beinhaltet.

### Vorinstallierte Navigationslösung
Das mit ROUTE 66 ausgelieferte Nokia 6110 Navigator war das erste Handy mit einer serienmäßig installierten On-Board Navigation, wenn man von Smartphones mit ihren wesentlich größeren Abmessungen und ihrem höheren Gewicht absieht.